# Avenue Brasil (São Paulo)
Pour l’article homonyme, voir Avenida Brasil.
L’avenue Brasil (en portugais Avenida Brasil) est une voie importante de la ville de São Paulo.

## Situation et accès
Elle est située dans le quartier de Jardim Paulista, qui commence à l'avenue Brigadeiro Luís Antônio et se termine à l'avenue Rebouças, coupant à travers les quartiers prisés de la ville, tels que les quartiers de Pinheiros, Jardim América, Jardim Paulistano, Jardim Europa et Ibirapuera.
D'une longueur de 2,3 kilomètres, l'avenue a pour règle de zonage la construction de bâtiments uniquement jusqu'à douze mètres de haut. Entre le début, à l'angle de l'avenue Brigadeiro Luís Antônio, et l'angle de la Rua Colômbia, les banques, consulats et bureaux de professionnels libéraux sont autorisés. Dans le tronçon allant de la rue Colômbia au bout de l'avenue, au coin de l'avenue Rebouças, des orphelinats, des musées, des bibliothèques, des services de santé et des showrooms peuvent être installés — à l'exception des motos — et le commerce alimentaire peut également être effectué, à condition il n'y a pas de consommation sur place.
José Eduardo de Assis Lefevre, professeur à la Faculté d'architecture et d'urbanisme de l'Université de São Paulo, a écrit dans un article pour le journal O Estado de S. Paulo que l'avenue Brésil est « l'une des plus belles avenues de la ville ». Il met en avant le parterre central, large, paysager et boisé et le « généreux retrait des bâtiments », en plus des jardins et arbres présents dans ces retraits.

## Origine du nom
Elle porte le nom du Brésil.

## Historique
L'avenue a été conçue pour couper à travers la région de la ville connue sous le nom de Jardins, qui a été conçue pour être un grand jardin, et pour concentrer les grands hôtels particuliers. Le lotissement a été effectué par la Companhia City, qui stipulait dans un contrat que la fermeture du terrain à la rue devait être basse et ne pouvait gêner la vue des propriétés. Les industriels et les professionnels à succès se sont mis à chercher l'avenue pour construire leurs maisons, où ils pourraient montrer leur richesse sur leurs façades respectives. Jusque dans les années 1960, une seule église, Nossa Senhora do Brasil, jusqu'à aujourd'hui à l'angle de la Rue Colômbia, partageait l'espace avec les résidences de l'avenue. Selon le journal O Estado de S. Paulo, c'était le "symbole de richesse et de modernité au début du XXe siècle", mais a commencé à montrer des signes de déclin progressif au début du XXIe siècle au milieu de la force de Jardim América, avec plusieurs propriétés vides, démolies ou abandonnées. L'une des raisons en est la valeur élevée de vente et de location des propriétés haut de gamme, qui, selon un directeur de la Société brésilienne d'études du patrimoine dans une interview avec Estadão, aurait doublé de prix par rapport à la moyenne facturée en 2005. La valeur au mètre carré est encore plus faible que dans d'autres lieux valorisés de la ville — cinquante réais, contre 120 réais sur l'avenue Brigadeiro Faria Lima, par exemple — mais la taille des propriétés rend les loyers plus élevés. Une autre raison serait des irrégularités dans plusieurs propriétés, construites comme des manoirs, mais qui ont besoin de rénovations pour abriter des établissements commerciaux.